# Phoenicoprocta teda
Phoenicoprocta teda là một loài bướm đêm thuộc phân họ Arctiinae, họ Erebidae.